# Parabuteo
Parabuteo es un género de aves Accipitriformes de la familia de los accipítridos. Sus 2 especies habitan en gran parte de América y son denominadas comúnmente busardos, aguilillas, gavilanes, halcones, peucos, taguatós, garganchillos, etc.

## Taxonomía
Descripción original
Este género fue descrito originalmente en el año 1874 por el naturalista y ornitólogo estadounidense Robert Ridgway, para incluir a su especie tipo (por monotipia) Buteo harrisi Audubon, la que resultó ser un sinónimo más moderno de Parabuteo unicinctus, especie que había sido descrita por el naturalista, botánico y zoólogo neerlandés Coenraad Jacob Temminck en el año 1824.
Etimología
Etimológicamente el término Parabuteo se construye con palabras en el idioma griego, en donde: para significa ‘cercano’, ‘como’ y buteo refiere a una especie de ‘busardo’.

### Relaciones filogenéticas e historia taxonómica
Tradicionalmente, Parabuteo fue considerado un género monotípico, conteniendo solo a la especie  P. unicinctus. En el año 2003, Un estudio filogenético encontró que la especie fisonómicamente similar Buteo leucorrhous, no estaba cercanamente relacionada con las restantes especies de busardos (género Buteo), por lo que se propuso colocarlo en un género separado, Percnohierax. En el año 2009, un nuevo trabajo filogenético demostró que esa especie formaba un clado con Parabuteo unicinctus, por lo que se procedió a retirarla del género Buteo e incorporarla a Parabuteo. Este tratamiento pasó a ser seguido por la comunidad científica.

## Especies

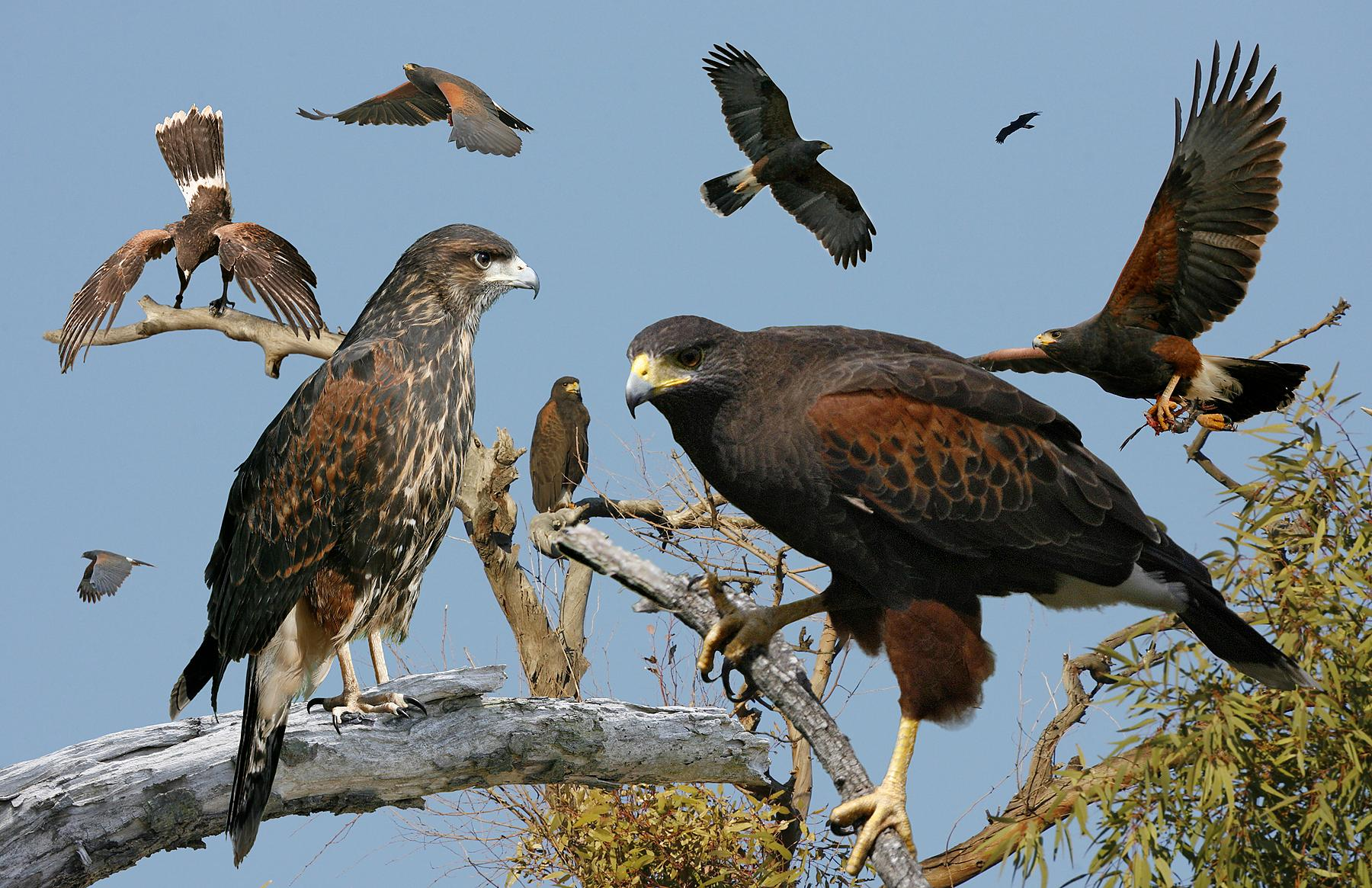
Gavilán mixto (Parabuteo unicinctus).

Este género se compone de 2 especies: 
| Especie               | Descriptor           |
| --------------------- | -------------------- |
| Parabuteo unicinctus  | Temminck, 1824       |
| Parabuteo leucorrhous | Quoy & Gaimard, 1824 |

## Características
Los ejemplares juveniles y subadultos poseen un plumaje jaspeado, ocráceo rojizo rayado de pardo oscuro, el cual es reemplazado al llegar a la adultez por un color general marrón oscuro a negro, con supracaudales y subcaudales blancas, muslos canela-rojizos; en Parabuteo unicinctus las cubiertas alares son de un color canela muy destacado. El pico es gris o negro con base celeste y la cera y patas son amarillas. La mayor especie, P. unicinctus, alcanza longitudes de hasta 56 cm y pesos algo superiores a 1 kg.

## Distribución y hábitat
Las especies que lo componen se distribuyen en Norte, Centro y Sudamérica, desde el sur de Estados Unidos por el norte hasta la parte austral de la Argentina y de Chile por el sur. Parabuteo leucorrhous es característica de bosques y selvas tropicales y subtropicales húmedas hasta 2000 m s. n. m.. Parabuteo unicinctus habita en bordes de bosques, selvas en galería, matorrales, estepas, desiertos semiáridos, sabanas arboladas, praderas, pantanos con árboles, zonas agrícolas e, incluso, parques y plazas de áreas densamente urbanizadas.

## Costumbres
Son rapaces diurnas, solitarias, aunque viven en pareja durante la época reproductiva. Son hábiles cazadoras, predando sobre pequeños mamíferos, aves, reptiles, anfibios, invertebrados, etc.
Reproducción
Construyen el nido bien expuesto sobre árboles altos. Es una elaborada plataforma de palitos, internamente revestida de pajitas y hojas. La hembra coloca 2 o 3 huevos ovoidales de color celeste claro, los que son incubados por más de un mes.